# Demokratiska partiet (Sydafrika)

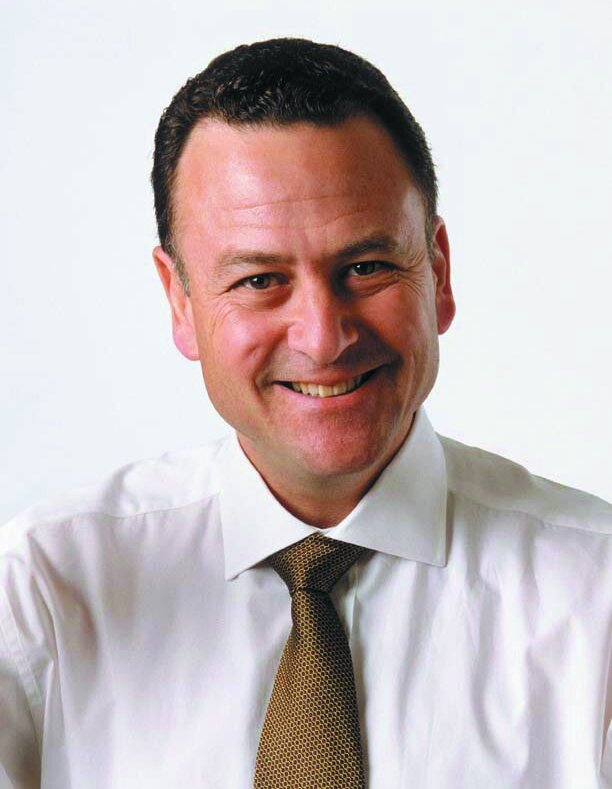
Tony Leon, partiordförande 1994-2007.

Democratic Party (Demokratiska partiet) var ett liberalt sydafrikanskt politiskt parti, verksamt från 1989 till 2000 och var från 1999 största oppositionsparti i nationalförsamlingen med 38 mandat. Det bildades inför valet 1989, det sista före allmän rösträtt infördes, från det gamla Progressive Federal Party, PFP. Partiledare 1994-2007 (från 2000 för Democratic Alliance) var Tony Leon.
Demokratiska partiet bildades 1989 genom en sammanslagning av Progressive Federal Party och två andra betydligt mindre partier. Tanken var att stärka Sydafrikas liberala och reforminriktade krafter efter PFP:s nederlag i valet 1987. Partiet hade inledningsvis ett delat ledarskap bestående av de tre partiernas ledare: Zach de Beer, Denis Worrall och Wynand Malan. Men de Beer, som kom från den dominerande PFP-falangen, blev snart ensam partiledare. DP gick framåt kraftigt i valet 1989, om än bara delvis på det styrande Nationalistpartiets beskostnad, och fick 20% av de vitas röster. Liksom i tidigare val kom dess röster främst från engelsktalande vita, men även ett fåtal liberala Afrikaaners. Efter att President de Klerk började montera ned Apartheid och inledde förhandlingar med motståndsrörelsen African National Congress så marginaliserades partiet dock snabbt och flera av dess väljare övergick till NP eller ANC.

## Valresultat
I det första helt demokratiska valet 1994 fick DP bara 1,7%, vilket var en stor besvikelse. De Beer avgick och ersattes av Tony Leon. Leon lyckades snabbt skaka av sig valnederlaget och förvandla partiet till ett av parlamentets mest aktiva och effektiva, trots dess lilla storlek. Detta gav länge bara måttliga framgångar i opinionen, men under 1997 vann partiet flera lokala fyllnadsval och tog mandat från NP i områden där man tidigare varit chanslösa. I början av 1998 började partiet sedan att växa kraftigt på det alltmer difusa Nya Nationalistpartiets bekostnad. NNP:s väljare uppskattade Leons mer kraftfulla oppositionsprofil mot den nya ANC-regeringen, och i synnerhet hans motstånd mot dess kvoteringslagar. Efter valet 1999 blev DP största oppositionsparti med 9,6% av rösterna samt uppnådde en vågmästarställning i Västra kapprovinsen, där man bildade koalitionsregering tillsammans med NNP.
År 2000 bildades Democratic Alliance som förberedelse inför en planerad sammanslagning mellan Demokratiska partiet och Nya Nationalistpartiet. Denna sammanslagning fullföljdes aldrig då NNP bröt sig ur samarbetet året därpå för att istället alliera sig med ANC, men DA behöll det nya partinamnet. DP upphörde slutgiltigt att existera år 2003, då samtliga dess valda representanter i Nationalförsamlingen och de 9 provinsparlamenten antog den nya partibeteckningen.